# Адміністративний устрій Чутівського району
Адміністративний поділ Чутівського району — адміністративно-територіальний поділ Чутівського району Полтавської області на 1 селищну громаду, 1 сільську громаду, 1 селищну раду і 8 сільських рад, які об'єднують 51 населений пункт.

## Список громадЧутівського району
| № | Назва                          | Центр           | Населені пункти | Площа км² | Місце за площею | Населення (2001), чол. | Місце за населенням |
| - | ------------------------------ | --------------- | --- | --------- | --------------- | ---------------------- | ------------------- |
| 1 | Скороходівська селищна громада | смт Скороходове | смт Скороходове c. Іскрівка с. Коханівка с. Павлівка с. Рябківка c. Скибівка с. Степанівка с. Трудолюбівка с. Шевченківка |           |                 |                        |                     |
| 2 | Петрівська сільська громада    | c. Петрівка     | c. Вільниця с. Лисівщина с. Майорівка c. Нова Кочубеївка с. Первозванівка с. Петрівка с. Підгірне с. Флорівка             |           |                 |                        |                     |

## Список сільських радЧутівського району
| № | Назва                       | Центр          | Населені пункти                                                                    | Площа км² | Місце за площею | Населення (2001), чол. | Місце за населенням |
| - | --------------------------- | -------------- | ---------------------------------------------------------------------------------- | --------- | --------------- | ---------------------- | ------------------- |
| 1 | Чутівська селищна рада      | смт Чутове     | смт Чутове с. Водяне с. Кантемирівка с. Лисича с. Новофедорівка с. Охоче с. Стінка |           |                 |                        |                     |
| 2 | Василівська сільська рада   | c. Василівка   | c. Василівка с. Лозуватка с. Розпашне                                              |           |                 |                        |                     |
| 3 | Вільхуватська сільська рада | c. Вільхуватка | c. Вільхуватка с. Левенцівка                                                       |           |                 |                        |                     |
| 4 | Войнівська сільська рада    | c. Войнівка    | c. Войнівка с. Виноминівка с. Сторожове                                            |           |                 |                        |                     |
| 5 | Гряківська сільська рада    | c. Грякове     | c. Грякове с. Дондасівка с. Нове Грякове                                           |           |                 |                        |                     |
| 6 | Зеленківська сільська рада  | c. Зеленківка  | c. Зеленківка с. Смородщина с. Тойбік с. Юнаки                                     |           |                 |                        |                     |
| 7 | Таверівська сільська рада   | c. Таверівка   | c. Таверівка с. Першотравневе с. Щасливе                                           |           |                 |                        |                     |
| 8 | Филенківська сільська рада  | c. Филенкове   | c. Филенкове с. Березове с. Козаче с. Никонорівка с. Степове                       |           |                 |                        |                     |
| 9 | Черняківська сільська рада  | c. Черняківка  | c. Черняківка с. Верхні Рівні с. Кочубеївка с. Нижні Рівні                         |           |                 |                        |                     |

* Примітки: м. - місто, смт - селище міського типу, с. - село

## Зняті з обліку населені пункти
1946-1960
- 1.селище радгоспу імені Димитрова Чутівського району

- 2.хутір Жовтневе

1960-1965
- 3.село Бути

- 4.село Гончарі

- 5.село Грині

- 6.село Єгорівка

- 7.село Жовтневе

- 8.село Мартинівка

- 9.село Нова Вільхуватка

- 10.село Новоселівка

- 11.село Степове

- 12.село Хозари

- 13.село Черничани

- 14.селище племрадгоспу "Чутове" Карлівського району

1965-1968
- 15.село Березівка

- 16.село Халимонівка

- 17.село Чернякове

1968-1978
- 18.село Бедратове

- 19.село Глобівка

- 20.село Гребінники

- 21.село Копитанівка

- 22.село Михайлики

- 23.село Нова Українка

- 24.село Партизанське

1978-2002
- 25.село Олександрівка

- 26.Байрак († 1990)

- 27. Червона Поляна († 1999)
- 28. Воєводське († 2003)